# Pulkau
Pulkau (zastarale česky Pulkava) je město v Rakousku ve spolkové zemi Dolní Rakousy v okrese Hollabrunn.

## Geografie

### Geografická poloha
Pulkau se nachází ve spolkové zemi Dolní Rakousy v regionu Weinviertel. Leží přibližně 22 km severozápadně od okresního města Hollabrunn. Rozloha území města činí 36,72 km², z nichž 25,3% je zalesněných.

### Části obce
Území města Pulkau se skládá z šesti částí (v závorce uveden počet obyvatel k 1. 1. 2015):
- Groß-Reipersdorf (142)
- Leodagger (105)
- Passendorf (12)
- Pulkau (998)
- Rafing (162)
- Rohrendorf an der Pulkau (136)

### Sousední obce
- na severu: Weitersfeld, Schrattenthal
- na východu: Zellerndorf
- na jihu: Röschitz, Meiseldorf
- na západu: Sigmundsherberg

## Historie
První osídlení sahá až do konce 8. století, kdy zde za vlády římského císaře Karla Velikého sídlili Frankové. Z roku 1080 pochází první zmínka o místní faře a roku 1216 jsou oficiálně datovány i zdejší vinice.
Tržní práva obec obdržela roku 1308, městská práva získalo Pulkau v roce 1985.

## Kultura a památky

### Stavby
- Kostel sv. Michala
- Kostnice z 12. století
- Kostel Krve Páně
- Radnice[2]
- Zřícenina Neudegg

## Politika

### Obecní zastupitelstvo
Obecní zastupitelstvo se skládá z 19 členů. Od komunálních voleb v roce 2015 zastávají následující strany tyto mandáty:
- 14 ÖVP
- 4 SPÖ
- 1 FPÖ

### Starosta
Nynějším starostou města Pulkau je Manfred Marihart ze strany ÖVP.

## Partnerské město
- Moravské Budějovice

## Galerie

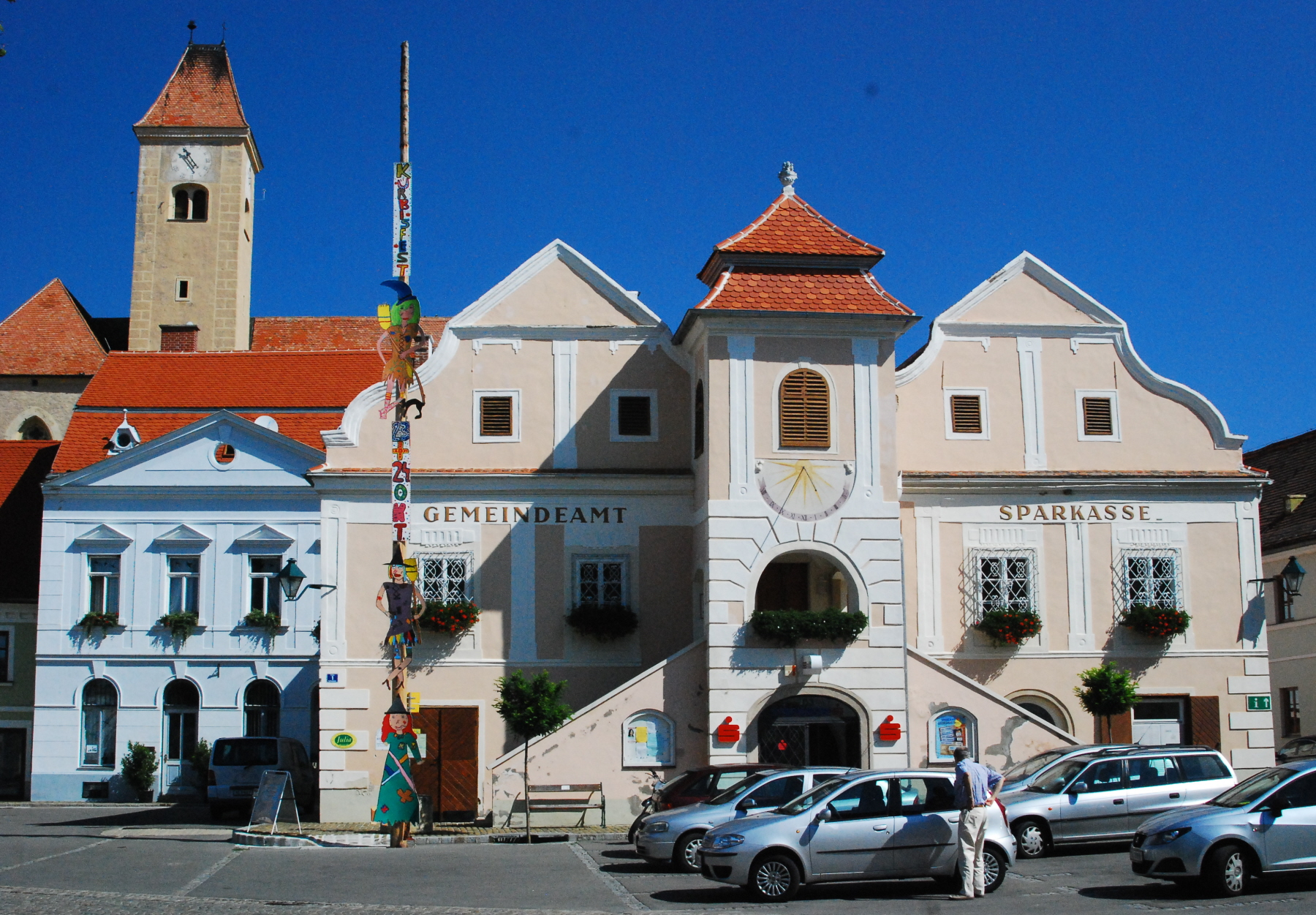
Radnice
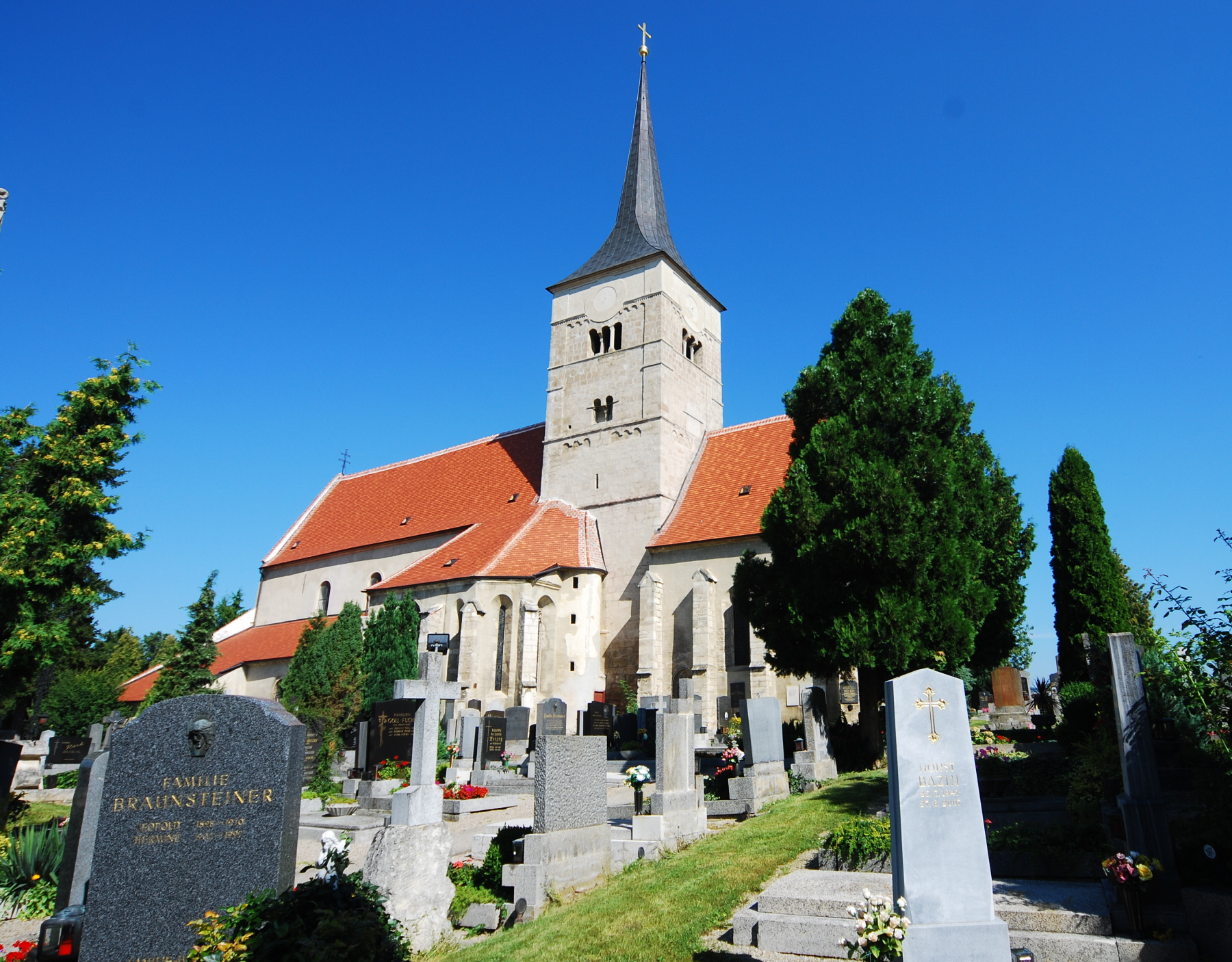
Farní kostel v Pulkau
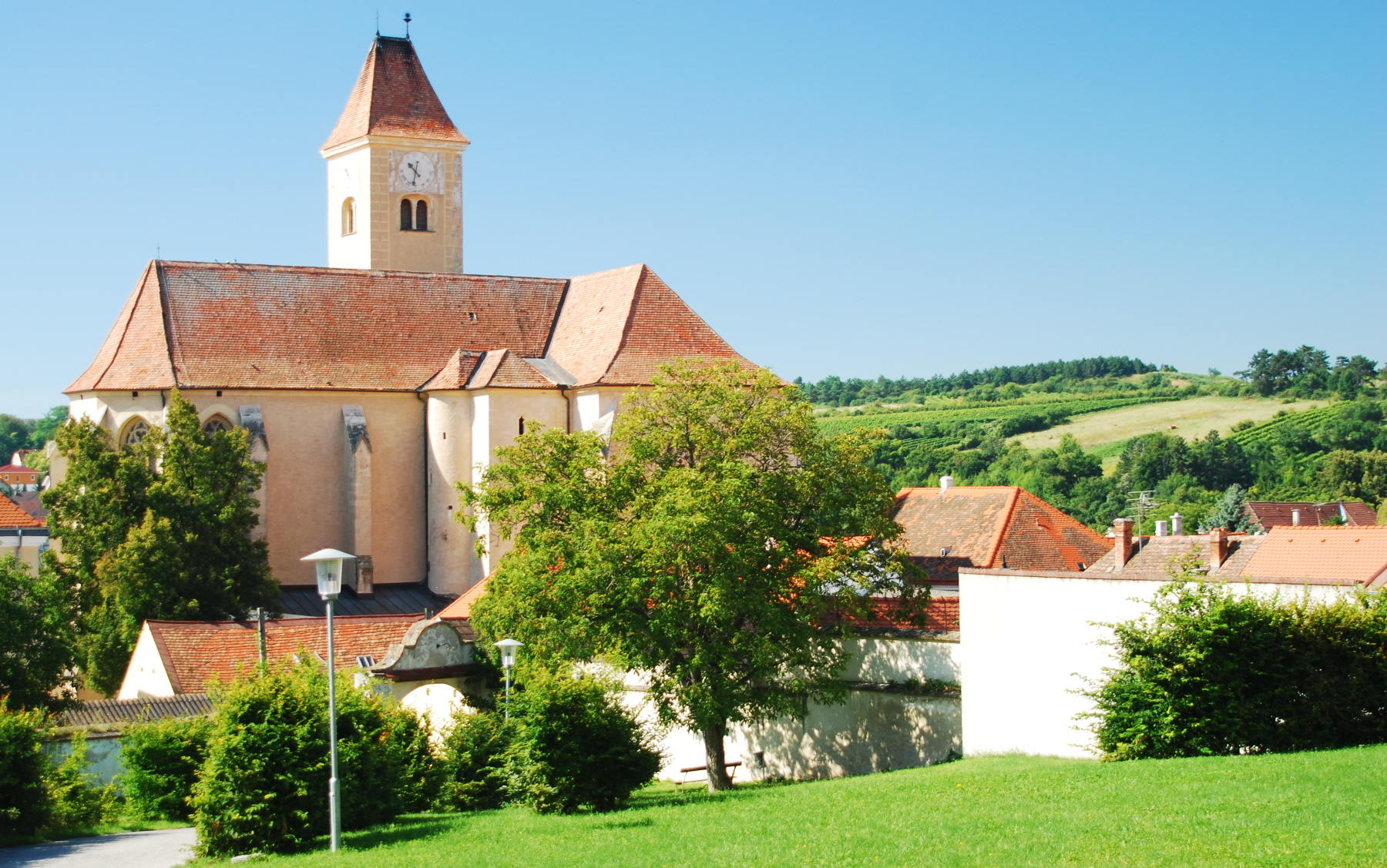
Kostel Krve Páně
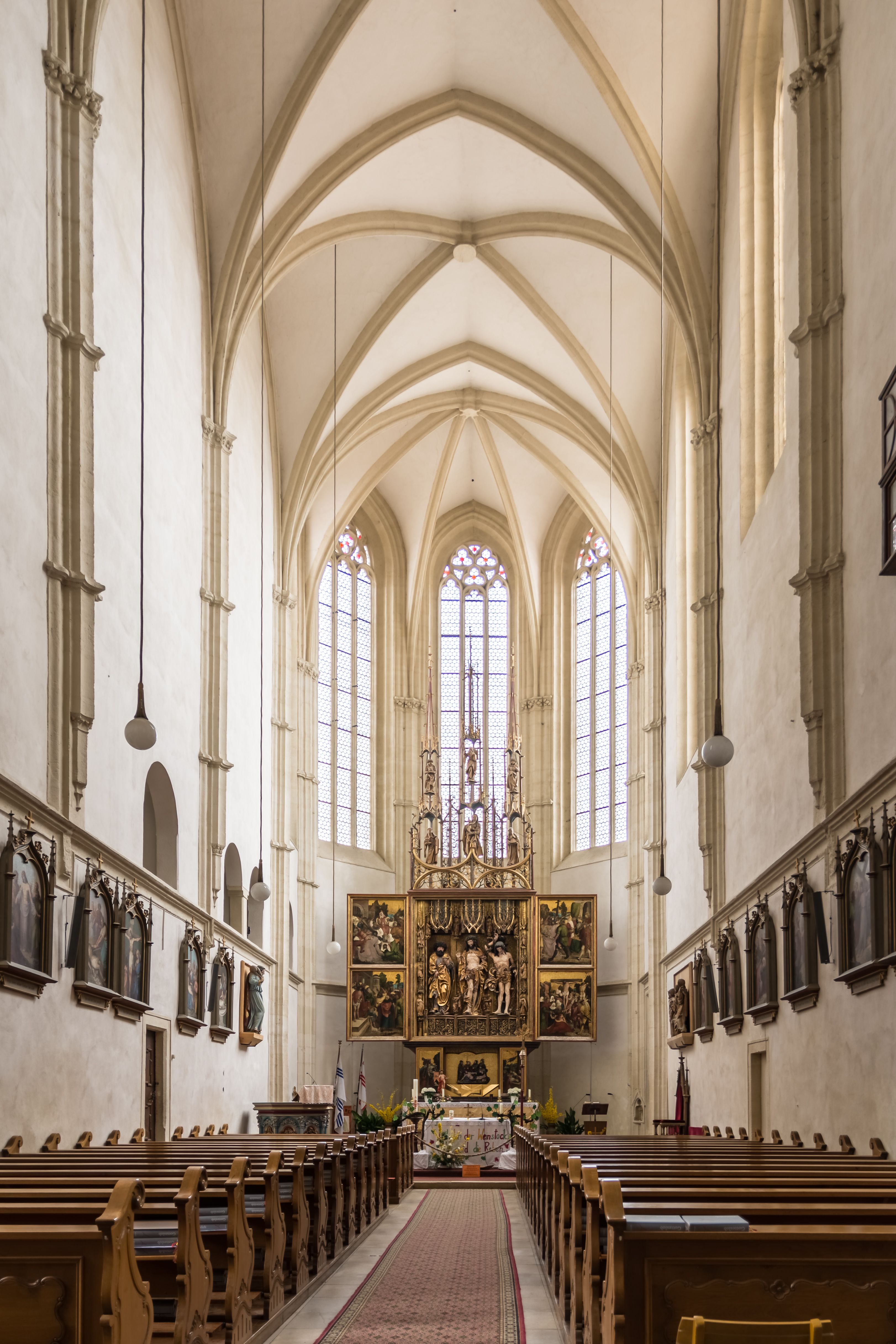
Kostel Krve Páně (interiér)
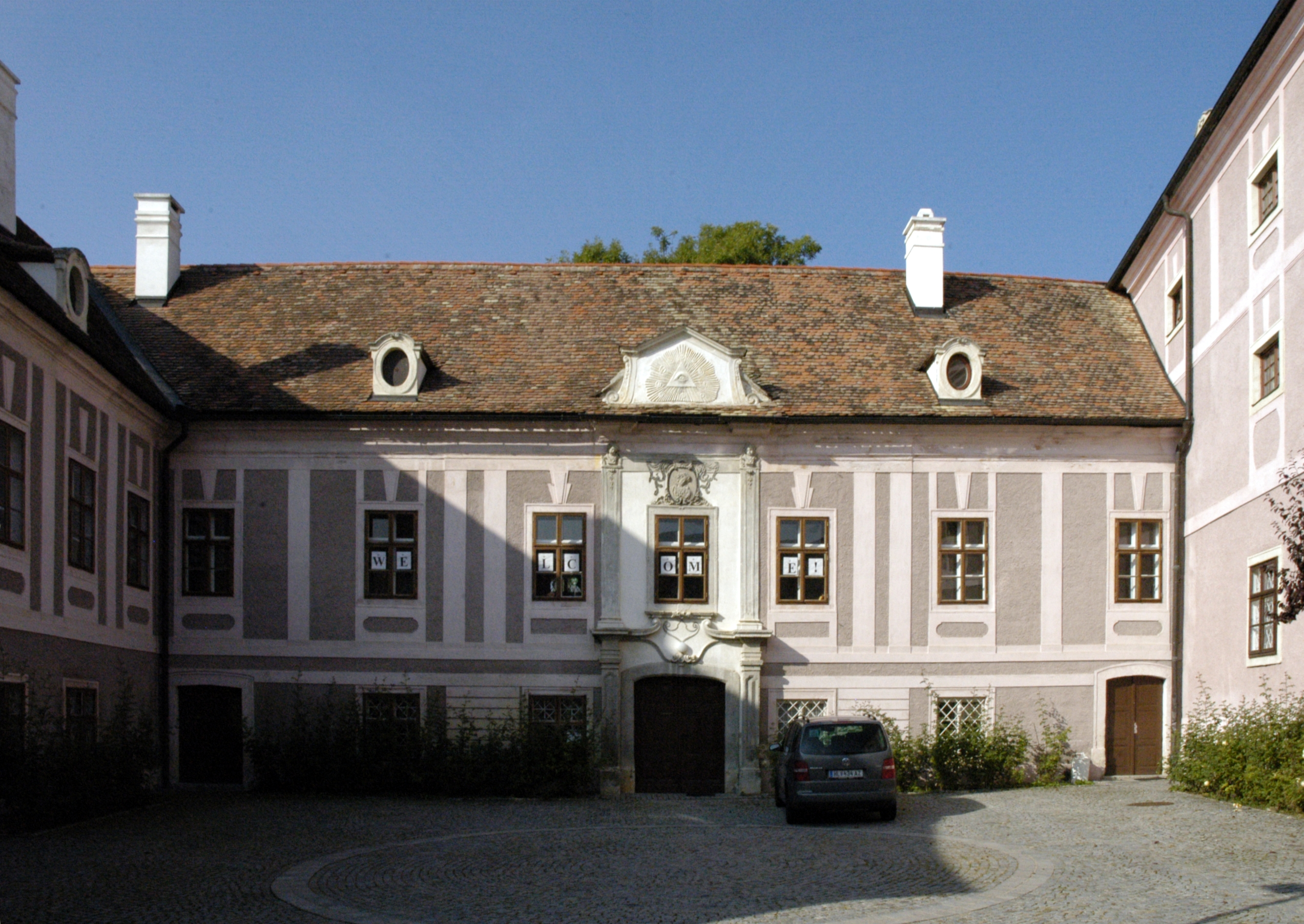
Fara v Pulkau
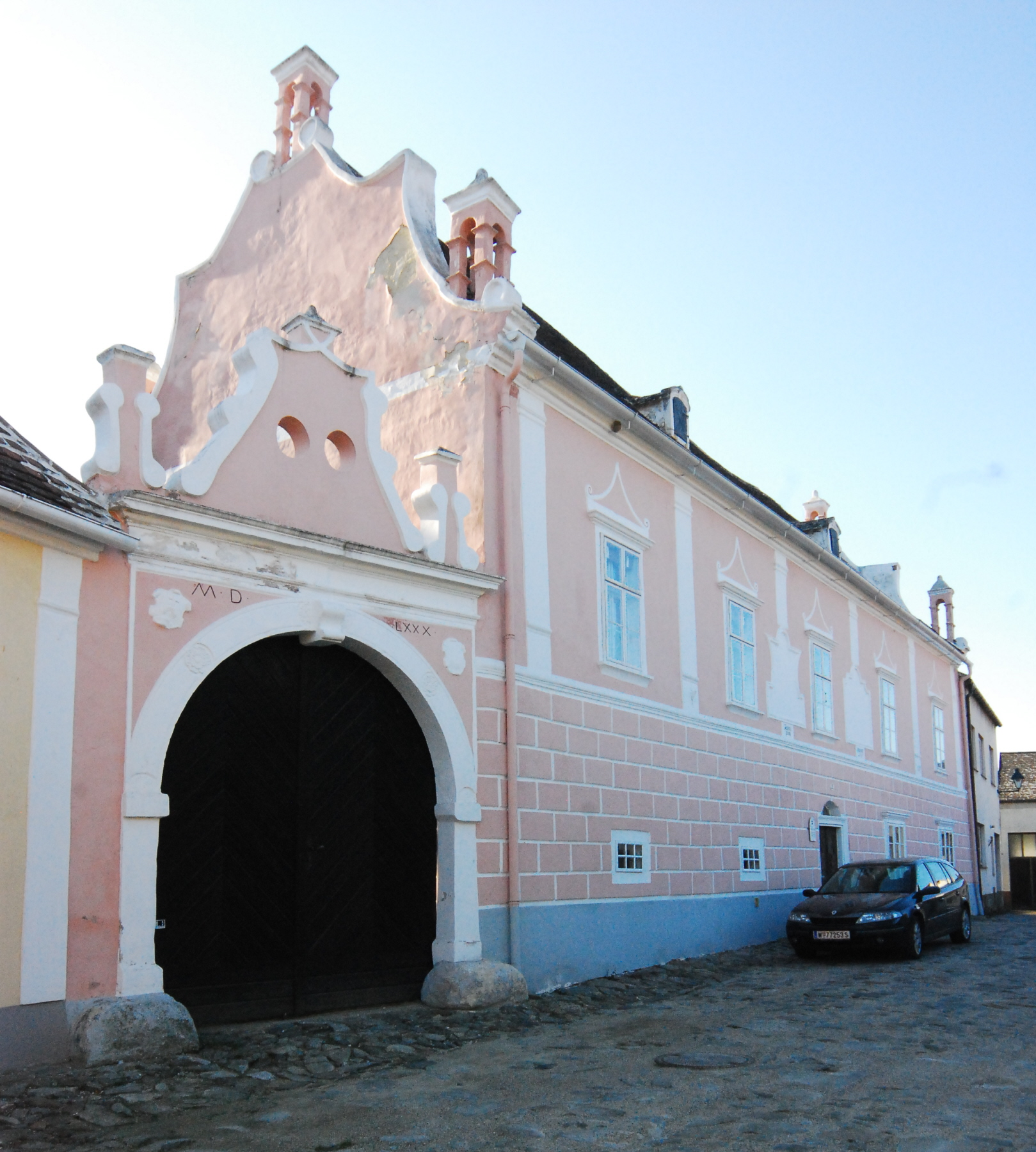
Červený Dvůr v Pulkau
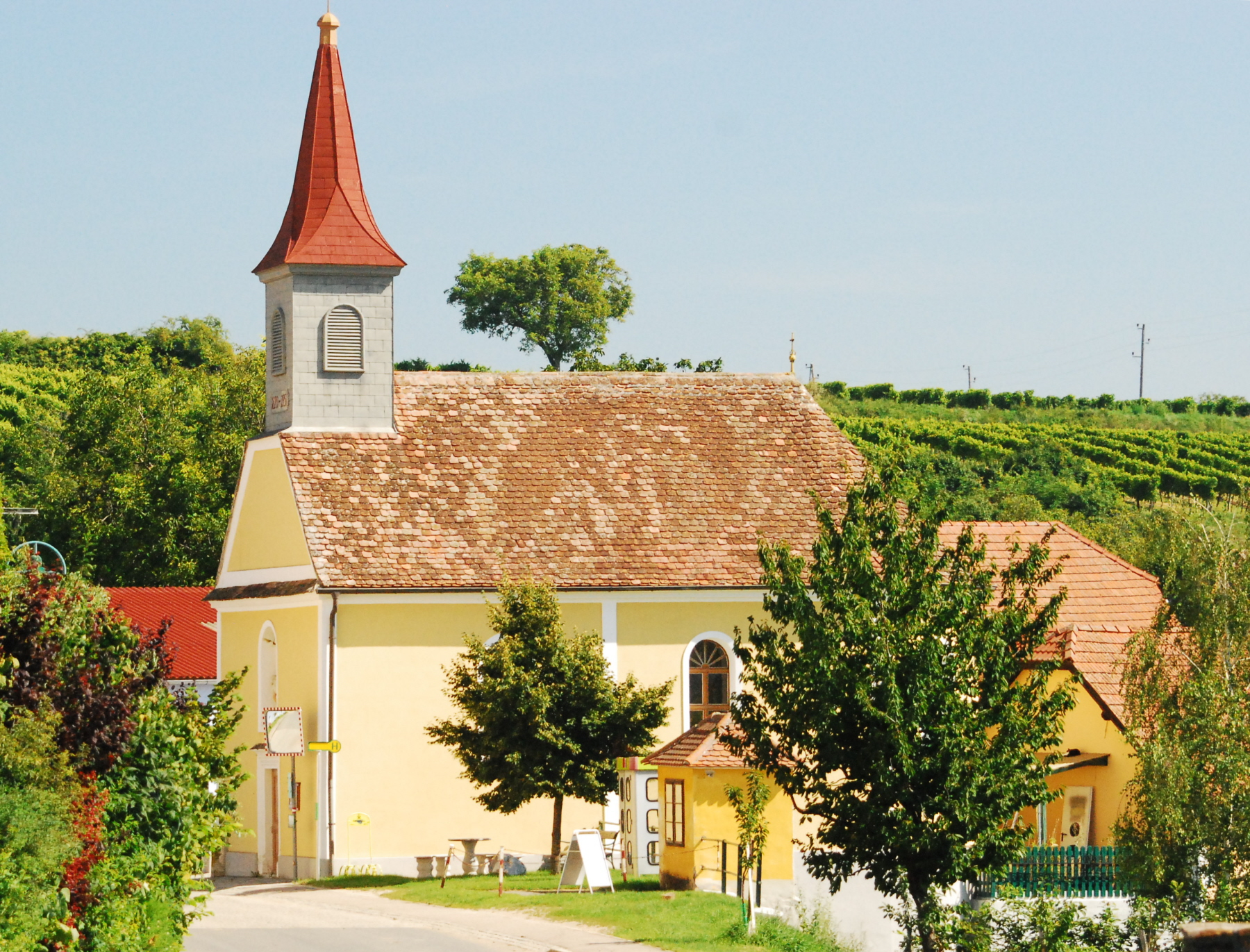
Kaple v Leodagger
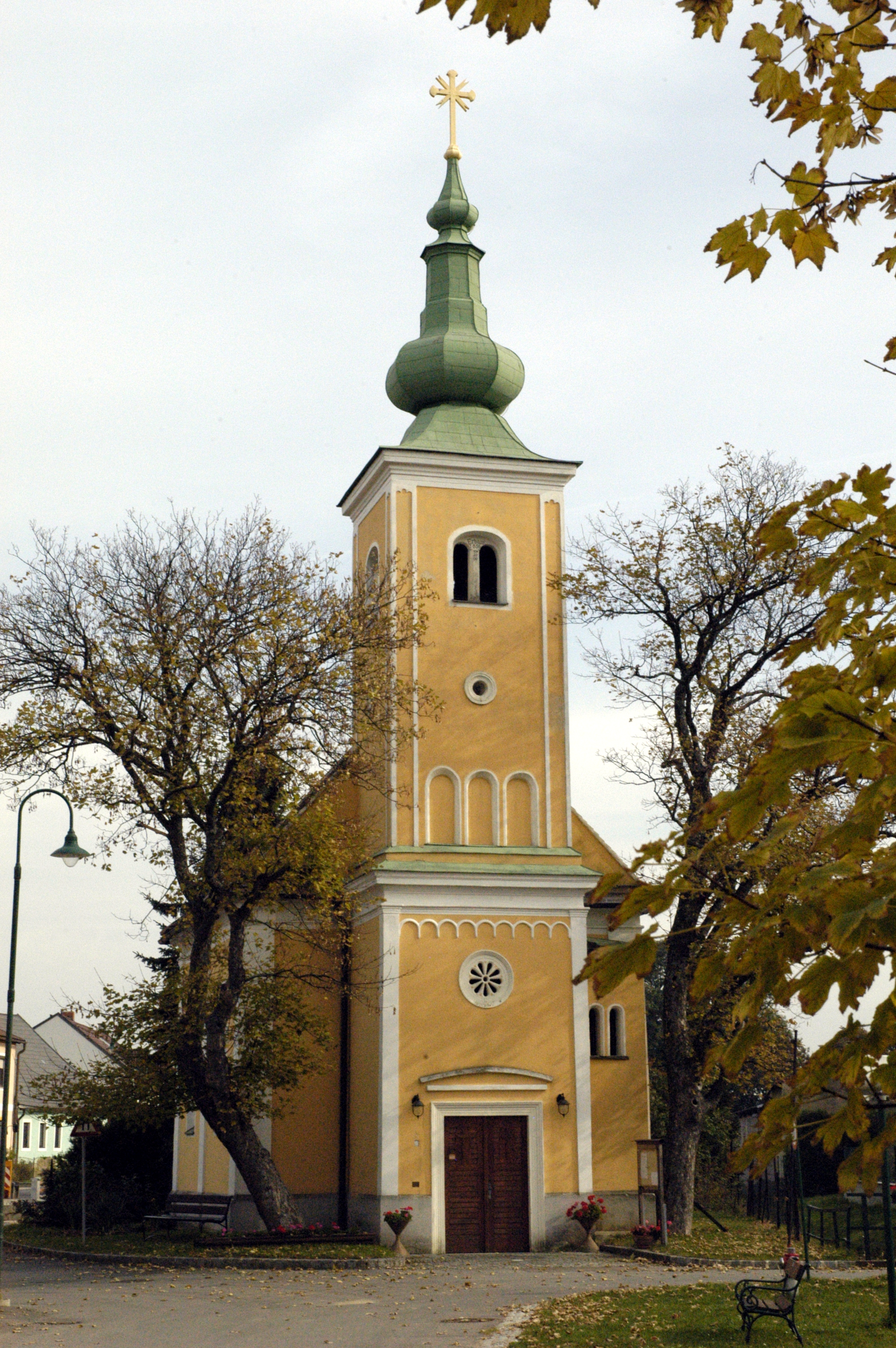
Kaple v Großreipersdorf
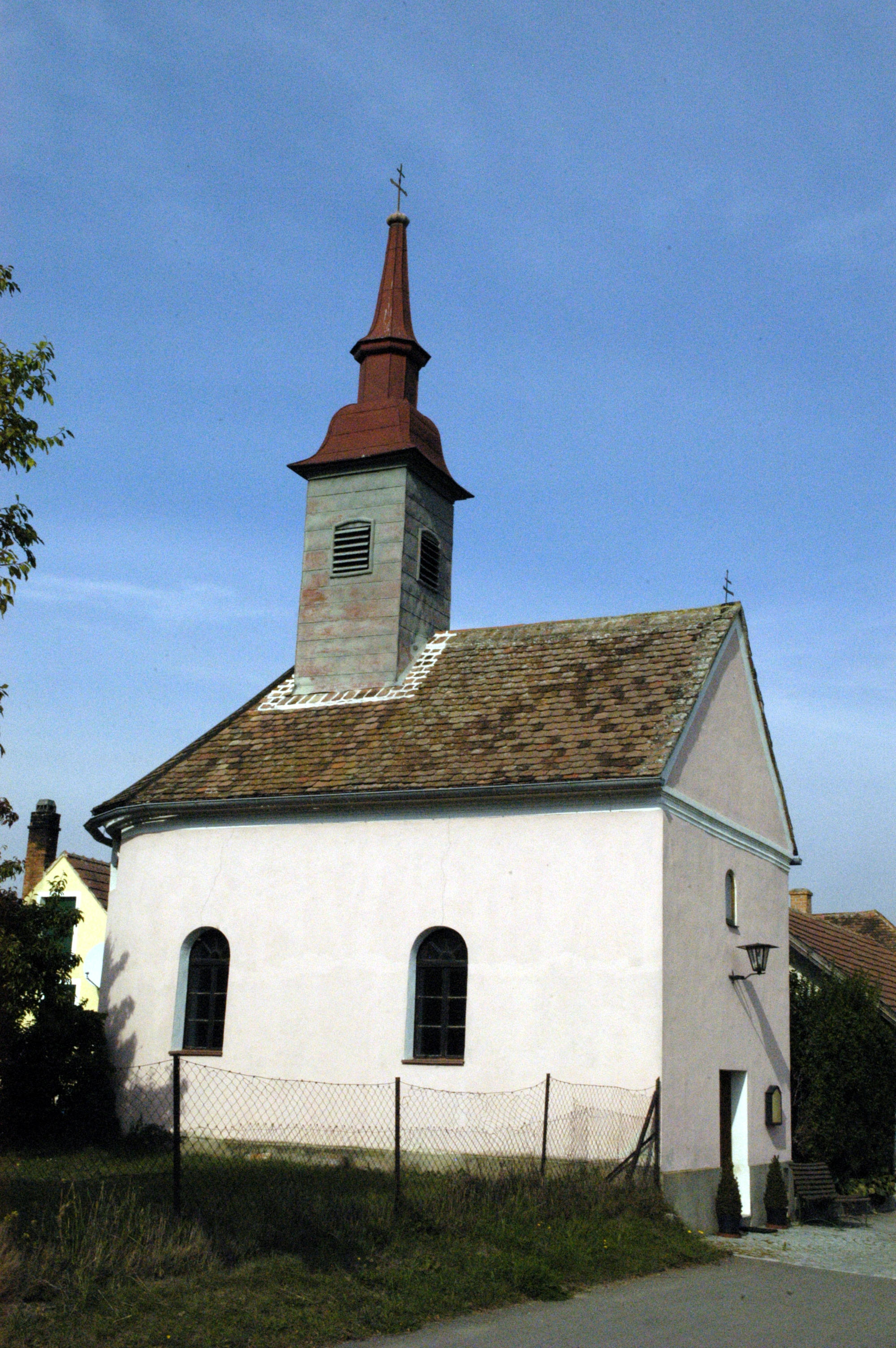
Kaple v Rafing
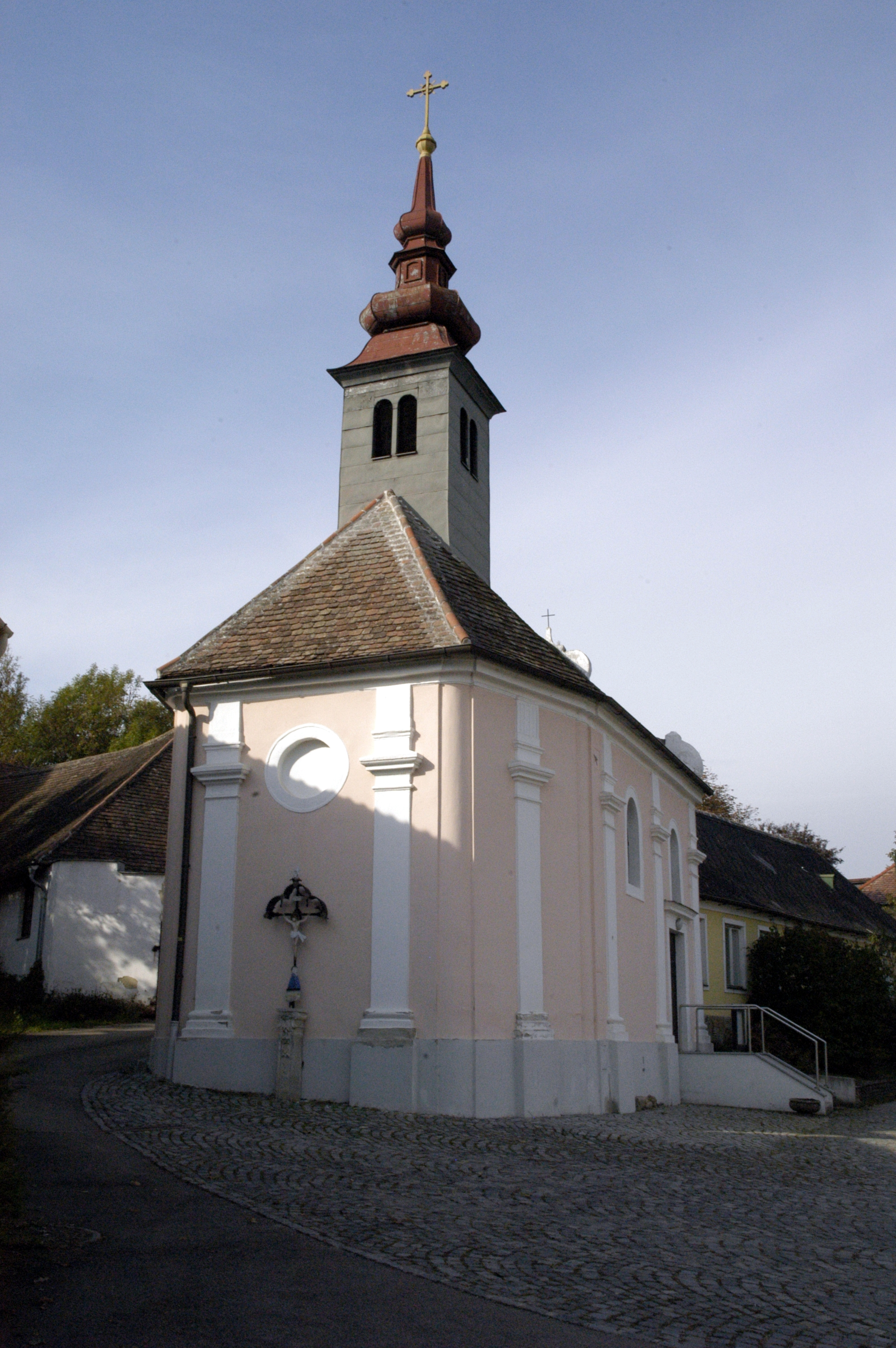
Kaple v Rohrendorfu